# Język kei
Język kei (a. kai), także evav (a. ewaw)  – język austronezyjski używany w prowincji Moluki we wschodniej Indonezji, przez mieszkańców wysp Kei (Kai). Według danych z 2000 roku posługuje się nim 85 tys. osób.
Jego rodzima nazwa to veveu Evav. Dzieli się na szereg dialektów: kei besar, kei kecil, ta’am, tanimbar kei (atnebar), tayando; przy czym dialekt kai kecil jest najbardziej prestiżowy. Jest blisko spokrewniony z językiem fordata z wysp Tanimbar.
Posługuje się nim grupa etniczna Kei (Evav), a dodatkowo służy jako lingua franca wysp Kei. Jest jednym z najbardziej znaczących języków prowincji pod względem liczby użytkowników. Z danych Ethnologue (wyd. 19, 2016) wynika, że jest używany w różnych sferach życia, przez wszystkie grupy wiekowe. W odróżnieniu od wielu innych języków Moluków nie jest zagrożony wymarciem. Wśród użytkowników języków banda i teor-kur kei przyjął się jako drugi język. Powszechnie znane są też języki indonezyjski i lokalny malajski (bliski odmianie ambońskiej).
Wielu użytkowników tego języka zamieszkuje także Holandię oraz inne regiony Indonezji.
Jest zapisywany alfabetem łacińskim. Powstała propozycja ortografii. Niemniej jego forma pisana jest słabo rozwinięta, kei to przede wszystkim język mówiony.